# Guaitarilla (ort)
Guaitarilla är en ort i Colombia.   Den ligger i departementet Nariño, i den sydvästra delen av landet, 500 km sydväst om huvudstaden Bogotá. Guaitarilla ligger 2 627 meter över havet och antalet invånare är 6 280.
Terrängen runt Guaitarilla är kuperad åt sydväst, men åt nordost är den bergig. Terrängen runt Guaitarilla sluttar österut. Runt Guaitarilla är det ganska tätbefolkat, med 96 invånare per kvadratkilometer. Närmaste större samhälle är Túquerres, 9,1 km sydväst om Guaitarilla. Omgivningarna runt Guaitarilla är en mosaik av jordbruksmark och naturlig växtlighet.